# 알이스라
알 이스라는 이슬람 예언자 중 한 명이다.
꾸란의 제 17장에선 무함마드가 메카의 하렘 사원과 예루살렘의 이크사 사원 등을 거쳐 승천한 사건을 본문의 메인 주제로 삼는다.
23~40 절에선 부모와 친척을 대하는 태도를 말하고, 성생활을 순결히 지내는 법을 암시하고 있으며 거래 관계에 있어서의 의무를 담고 있다.
| 이 전 안 나흘 | 수라 17 (아랍어 원문) | 다 음 알 카흐프 |
| 1 2 3 4 5 6 7 8 9 10 11 12 13 14 15 16 17 18 19 20 21 22 23 24 25 26 27 28 29 30 31 32 33 34 35 36 37 38 39 40 41 42 43 44 45 46 47 48 49 50 51 52 53 54 55 56 57 58 59 60 61 62 63 64 65 66 67 68 69 70 71 72 73 74 75 76 77 78 79 80 81 82 83 84 85 86 87 88 89 90 91 92 93 94 95 96 97 98 99 100 101 102 103 104 105 106 107 108 109 110 111 112 113 114 |                       |                 |